# Котельническая набережная
Коте́льническая на́бережная — набережная на левом берегу Москвы-реки, от устья Яузы и Малого Устьинского моста до 1-го Гончарного переулка (между Подгорской набережной и Гончарной набережной).

## Происхождение названия
Названа в начале XX в. по бывшей Котельнической слободе. На противоположном берегу — Космодамианская набережная.

## История
В 70-х годах XIX века сооружена каменная набережная (реконструирована в 1930-х годах). В 1948—1952 годах у устья Яузы (д. 1/15) построено жилое высотное здание. Крутой склон вдоль набережной застроен многоэтажными жилыми домами. В 1959 году с набережной сняты мачты высоковольтных передач (были установлены в 1920-х годах).

## Примечательные здания и сооружения
- № 1/15 — Жилой дом на Котельнической набережной, «сталинская высотка», замыкающая перспективу от Кремля к устью Яузы (авторы проекта — Д. Н. Чечулин, А. К. Ростковский, инженер Л. М. Гохман). Чтобы освободить места для строительства, были полностью снесены четыре переулка:  Большой и Малый Подгорные, Курносов и Свешников. «Старый», 9-этажный жилой корпус, выходящий на Москва-реку, был спроектирован в 1938 году, завершён в 1940-м. Центральный объём высотой в 176 метров строился в 1948—1952 годах. Он насчитывает 26 этажей (вместе с техническими — 32).

Жильцами дома становились исключительно богатые и знаменитые, в том числе: актрисы Фаина Раневская, Клара Лучко, Лидия Смирнова, Нонна Мордюкова, поэт Александр Твардовский, балерина Галина Уланова, дрессировщица Ирина Бугримова, певец Вилли Токарев, композитор Никита Богословский и другие. В июне 2019 года к 90-летию со дня рождения Людмилы Зыкиной, проживавшей в доме, на его фасаде был установлен барельеф с изображением певицы.
В здании находятся 700 квартир, магазины, почтовое отделение, кинотеатр «Иллюзион», музей-квартира Г. С. Улановой. Помещения общественного назначения, такие как овощной (со стороны Подгорной набережной) и кондитерский (торец здания со стороны Верхней Радищевской) магазины, существовавшие до начала 2000-х годов, отличались своими интерьерами: стены и потолки были богато украшены пышными росписями с изображениями цветочных гирлянд и всевозможных даров природы. Входные вестибюли и лифтовые холлы жилых подъездов также декорированы барельефами, лепниной и росписями.
С возведением нового комплекса по соседству (№ 21) «дом на Котельнической» фактически потерял своё значение как архитектурная доминанта со стороны Большого Краснохолмского моста.
- № 17 — здание богадельни, ныне Российский союз промышленников и предпринимателей (1887 год, архитектор А. С. Каминский). После 1917 года дом надстроен 3 и 4 этажами. Перестроено в 1980-е годы.
- № 21, 25 — жилые дома 1920-х годов в духе конструктивизма[3]. Начиная с 2014 годах девелопер «Русский монолит» ведёт на участке № 21 масштабное строительство по возведению жилого комплекса.
- № 25/8 — жилой дом (1938—1940 годы, архитектор И. И. Ловейко)[3]

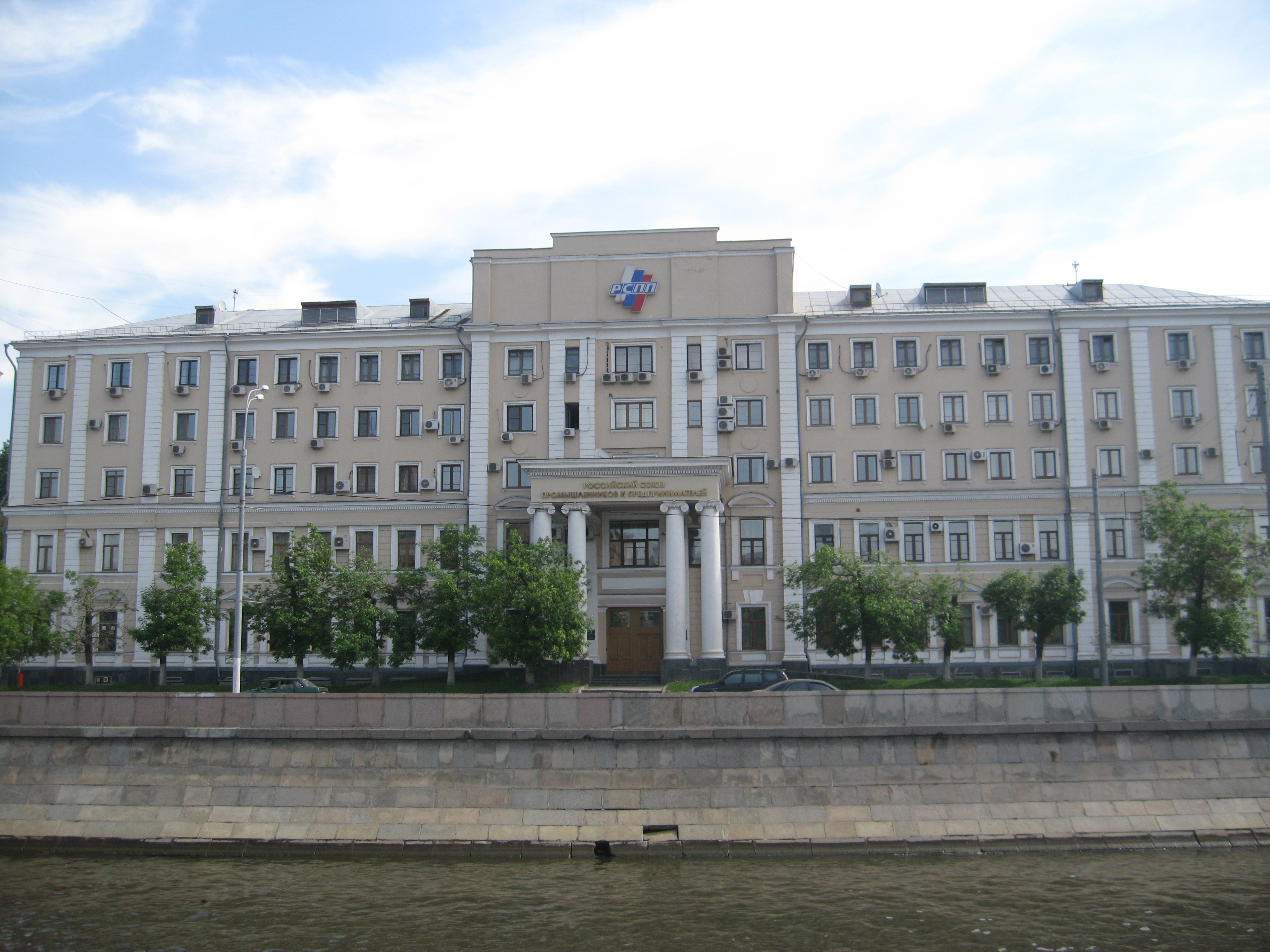
Дом № 17

## Транспорт
Вблизи набережной расположены станции метро  Таганская, 
 Таганская,  Марксистская и  Китай-город.
На набережной имеются остановки автобуса с856.